# Рагби у колицима
Рагби у инвалидским колицима (првобитно мурдербол, а у САД познат и као квад рагби) је тимски спорт за спортисте са инвалидитетом. Практикује се у преко двадесет и пет земаља широм света и представља летњи параолимпијски спорт.
Америчко име је засновано на захтеву да сви играчи рагбија у инвалидским колицима морају да имају инвалидитет који укључује барем део губитка функције у најмање три уда. Иако већина има повреде кичмене мождине, играчи се такође могу квалификовати за учешће у спорту уколико имају вишеструке ампутације, неуролошке поремећаје или друга медицинска стања. Играчима се додељује функционални ниво у поенима, а сваки тим је ограничен на избор тима са укупно осам поена.
Рагби у инвалидским колицима се игра у затвореном на терену од тврдог дрвета, а физички контакт између инвалидских колица је саставни део игре. Правила укључују елементе из кошарке у инвалидским колицима, хокеја на леду, рукомета и рагбија.
За регулисање спорта је надлежна Међународна рагби федерација за инвалидска колица (IWRF) која је основана 1993. године.
Рагби у инвалидским колицима је створен да буде спорт за особе са квадриплегијом 1976. године од стране петорице канадских спортиста у инвалидским колицима, у Винипегу, Манитоба.